# Eois suarezensis
Eois suarezensis är en fjärilsart som beskrevs av Louis Beethoven Prout 1923. Eois suarezensis ingår i släktet Eois och familjen mätare. Inga underarter finns listade i Catalogue of Life.